# 농협체

농협체의 미리 보기

농협체는 농협에서 공개하는 트루타입 글꼴이다. 예전에 로고가 바뀌기 전에는 구체도 있었다.